# Pulaski (Virgínia)
Pulaski é uma cidade  localizada no estado norte-americano de Virginia, no Condado de Pulaski.

## Demografia
Segundo o censo norte-americano de 2000, a sua população era de 9473 habitantes.
Em 2006, foi estimada uma população de 9062, um decréscimo de 411 (-4.3%).

## Geografia
De acordo com o United States Census Bureau tem uma área de
20,3 km², dos quais 20,3 km² cobertos por terra e 0,0 km² cobertos por água. Pulaski localiza-se a aproximadamente 132 m acima do nível do mar.

## Localidades na vizinhança
O diagrama seguinte representa as localidades num raio de 24 km ao redor de Pulaski.